# Kankakee
Kankakee is een plaats (city) in de Amerikaanse staat Illinois, en valt bestuurlijk gezien onder Kankakee County.

## Demografie
Bij de volkstelling in 2000 werd het aantal inwoners vastgesteld op 27.491. In 2006 is het aantal inwoners door het United States Census Bureau geschat op 26.480, een daling van 1011 (-3,7%). In 2010 was het aantal inwoners opnieuw tot 27.537 gestegen. In 2016 werd het aantal geschat op 26.445.

## Geografie
Volgens het United States Census Bureau beslaat de plaats een oppervlakte van 33,0 km², waarvan 31,8 km² land en 1,2 km² water. Kankakee ligt op ongeveer 200 m boven zeeniveau.

## Plaatsen in de nabije omgeving
De onderstaande figuur toont nabijgelegen plaatsen in een straal van 12 km rond Kankakee.

## Geboren in Kankakee
- Merna Kennedy (1908-1944), actrice
- Fred MacMurray (1908-1991), acteur
- Kristin Dattilo (1970), actrice